# De Kandelaar (Amsterdam-Zuidoost)
De Kandelaar is een multifunctioneel verenigingsgebouw in Amsterdam-Zuidoost. De Kandelaar ligt tegenover metrostation Ganzenhoef en naast het Cultureel Educatief Centrum (CEC Amsterdam).
Het gebouw biedt onderdak aan vijftien migrantenkerken uit Amsterdam-Zuidoost. Er zijn vijf kerkzalen, die in totaal plaats bieden aan 900 gelovigen. Ook geeft De Kandelaar ruimte aan een aantal zelforganisaties, een kinderdagopvang en een horecagelegenheid.
De Kandelaar telt vier verdiepingen. Op de begane grond ligt het kinderdagverblijf. In de centrale ontmoetingshal staat een doopvont dat door de Bond van Vrije Evangelische Gemeenten is geschonken. Op de eerste verdieping bevinden zich kantoren van zelforganisaties, op de tweede verdieping liggen vier kleine kerkzalen. Op de derde verdieping is een grote kerkzaal die plaats biedt aan 400 mensen.
Dominee Hans Eschbach, directeur van het Evangelisch Werkverband in de Protestantse Kerk, lanceerde in 2004 het idee, om als 'autochtone' christenen kerkverzamelgebouwen neer te zetten voor 'allochtone' kerken. Daarvoor werd de Stichting De Bijlmerkerk opgericht. De stichting haalde ongeveer negenhonderdduizend euro op, maar dat was niet genoeg om alles te financieren. Uiteindelijk heeft woningstichting Rochdale de bouw gefinancierd. Stichting De Bijlmerkerk betaalde de inrichting en stond garant voor de betaling van de huur voor de eerste vijf jaar. Na vijf jaar krijgen de kerken de mogelijkheid het gebouw te kopen, omdat dan de voorwaarden voor de subsidie vervallen.
De Europese Unie, de gemeente Amsterdam en het stadsdeel Zuidoost hebben subsidies verstrekt aan het project, waardoor de huur lager is dan bij commerciële huurders. Er zijn vijf hoofdhuurders. De hoofdhuurders verhuren de zalen weer door aan negen andere gemeenten.
Onder grote belangstelling ging op 6 juli 2005 de eerste paal voor De Kandelaar de grond in.
Minister André Rouvoet en stadsdeelbestuurder Elvira Sweet openden het gebouw op 29 november 2007.
De Kandelaar kwam in april 2012 in het nieuws omdat eigenaar Rochdale dreigde om de vijf hoofdhuurders uit het pand te zetten, omdat zij gezamenlijk een huurachterstand hadden van een kwart miljoen euro. Uiteindelijk kwam er een regeling, waarbij de woningcorporatie tachtigduizend euro van de schuld kwijtschold.